# 芦屋市立潮見小学校
芦屋市立潮見小学校（あしやしりつしおみしょうがっこう）は、兵庫県芦屋市潮見町にある公立小学校。

## 沿革
- 1978年（昭和53年）
  - 4月7日 - 校舎建設着工。
  - 12月22日 - 潮見小学校の名称および位置を決定（条例可決）。
- 1979年（昭和54年）
  - 2月15日 - 校舎建設完成。
  - 4月9日 - 最初の始業式と第1回入学式挙行。
- 1980年（昭和55年）
  - 3月19日 - 校章・愛校歌制定。
  - 4月1日 - 芦屋市立精道小学校から肢体不自由みどり学級を設置替。
  - 9月20日 - 校旗制定。
  - 11月1日 - 学校創立記念日。
- 1981年（昭和56年）4月5日 - 潮見コミュニティスクール発足。
- 1982年（昭和57年）
  - 3月1日 - 校歌制定。
  - 4月1日 - 芦屋市立浜風小学校を新設分離（みどり学級を含む）。
- 1989年（平成元年）11月8日 - 創立10周年記念式典。
- 1995年（平成7年）
  - 1月17日 - 5時46分頃に発生した阪神・淡路大震災により、14日間臨時休校となる。
  - 2月2日 - 校舎仮復旧を行い、学校が再開したが、登校児童は665名中229名（34.4%）だった。
  - 2月14日 - 簡易給食を実施。
  - 3月14日 - ガス、水道の一部復旧に伴い、完全給食を再開。避難所としていた体育館を閉鎖し、卒業式の準備を行う。
  - 4月7日 - 校舎設備の復旧工事を行う。新年度始業式に震災時の95％の児童が復帰した。
  - 4月11日 - 校内避難所を閉鎖。
  - 4月18日 - 校内学習園、校舎増設用地に建設された30戸の仮設住宅に入居が始まる。
  - 6月20日 - プールの復旧が完了。学校水泳を開始。
  - 7月20日 - 校舎、設備の復旧工事開始。
  - 8月31日 - 校舎、設備の復旧を終わり、校庭の復旧作業に入る。
- 1998年（平成10年）
  - 7月3日 - 仮設住宅撤去。
  - 11月14日 - 創立20周年記念講演会・記念誌発行。
- 1999年（平成11年）10月1日 - コンピュータ室開設。
- 2001年（平成13年）
  - 1月31日 - 貯水槽設置。
  - 3月9日 - 防災倉庫設置。
  - 6月3日 - スポーツクラブ21潮見設置。
  - 11月23日 - 県警ホットライン設置。
- 2002年（平成14年）
  - 8月26日 - 防犯用インターホン設置。
  - 10月1日 - 校内LAN利用のコンピュータ活用開始。
- 2008年（平成20年）11月28日 - 創立30周年記念下敷き作成。
- 2009年（平成21年）3月10日 - 創立30周年記念広報誌発行。
- 2010年（平成22年）8月 - 耐震化工事・大規模改修工事。
- 2020年（令和2年）4月 - この月と翌月の2か月間、新型コロナウイルス感染症に伴う影響により、臨時休校の措置を採った。

## 通学区域と進学先中学校
出典

### 通学区域
- 若葉町、緑町、潮見町、陽光町、海洋町、南浜町、涼風町

### 進学先中学校
公立学校に進学する場合
- 芦屋市立潮見中学校

## 出身者
- チョップリン - お笑い芸人
- 半田健人 - 俳優
- hiroko（mihimaruGT）- 歌手※5年時に転出

## 学校周辺
- 芦屋市立潮見保育園 - 敷地が隣接かつ、進学前保育園のひとつ。
- 潮見東公園 - 敷地が隣接。
- 芦屋市立潮見中学校 - 芦屋市道をはさんで敷地が隣接。
- 西浜公園 - 芦屋市道をはさんで敷地が隣接。
- 若葉町団地 - 芦屋市道をはさんで敷地が隣接。
  - 若葉町公園（水の広場）
- 芦屋市立緑保育所 - 進学前保育所のひとつ。
- 芦屋中央公園
- 芦屋市役所上下水道部芦屋下水処理場
- 宮川
- 谷崎潤一郎記念館
- 美術記念館

## アクセス
- 阪急バス「若葉町」停留所[2][3]から、芦屋市道芦屋浜1号線沿いにある学校正門まで、
  - のりば1（若葉町緑町行(北向き)方面行）から、徒歩約95m・1〜2分。
  - のりば2（潮見町行(南向き)方面行）から、徒歩約70m・約1分。
    - 正門から停留所まで、直線距離は約15mほど（正門は停留所のほぼ真向い）だが、横断歩道がある市道芦屋浜1号線と市道宮川大橋線とのT字路交差点まで廻る必要があるため、5倍弱の距離となる。

  - のりば3（シーサイドセンター(東向き)方面行・市道宮川大橋線上）から、徒歩約105m・約2分。
    - 停車系統は、「1」・「2」・「5」・「6」・「7」・「8」・「9」・「15」・「16」・「17」・「18」・「19」の各系統。

## 通学区域が隣接している学校
- 西宮市立総合教育センター付属西宮浜義務教育学校 - 海を挟んで隣接。
- 芦屋市立浜風小学校
- 芦屋市立宮川小学校
- 芦屋市立精道小学校
- 神戸市立本庄小学校 - 海を挟んで隣接。